# Karadzs
Karadzs (perzsául: کرج) város Irán északi részén, az Alborz lábánál, Teherán központjától kb. 40 km-re északnyugatra fekszik; az Alborz tartomány székhelye. 1,65 millió fő lakosával (2011-ben) Irán egyik legnagyobb városa, amely egyben Teherán egyik elővárosának is tekinthető. 
Élelmiszeripari-, orvostudományi-, vegyipari- és atomprogramja keretében nukleáris kutatóközpont. A belföldi turizmus szempontjából is jelentős. Sok hegymászó és kiránduló innen indul a közeli Alborz-hegységbe.

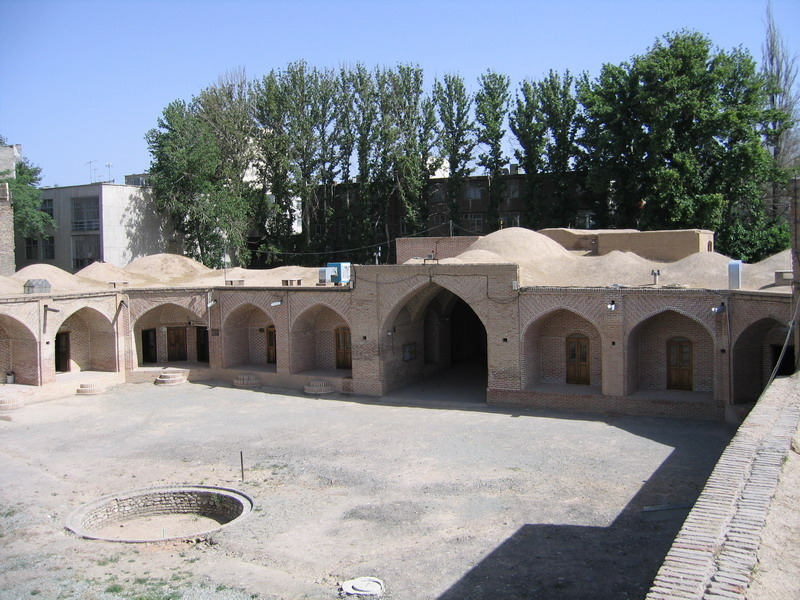
Karavánszeráj a Szafavidák korából

## Fordítás
Ez a szócikk részben vagy egészben  a   Karaj című angol Wikipédia-szócikk fordításán alapul.  Az eredeti cikk szerkesztőit annak laptörténete sorolja fel. Ez a jelzés csupán a megfogalmazás eredetét és a szerzői jogokat jelzi, nem szolgál a cikkben szereplő információk forrásmegjelöléseként.